# Nakor Bueno Gómez
Nakor Bueno Gómez, conegut futbolísticament com a Nakor (Barcelona, 4 de març de 1978), és un exfutbolista català que jugava com a davanter.
Es va formar a les categories inferiors del FC Barcelona, debutant el 1997 a Tercera Divisió amb el Barcelona C i el 1998 a Segona Divisió A amb el FC Barcelona B. L'any 2000 va fitxar per la UE Lleida, militant sis temporades al club de la Terra Ferma, tres a Segona B i tres a Segona A. En aquestes tres a la categoria d'argent amb els ilerdencs, va sumar 21 gols en 96 partits. L'any 2006 va fitxar pel CE Castelló, jugant dues temporades més a la categoria de plata.
La carrera de Nakor segueix a Segona B, amb dos anys al Poli Ejido i un al CD Leganés. Des de l'estiu de 2011, Nakor és jugador de la Unió Esportiva Sant Andreu.